# Marion Tourès
Marion Tourès est une actrice française née le 17 août 1927 à Paris où elle est morte le 16 décembre 2011 à 84 ans.

## Filmographie
- 1948 : Les Aventures des Pieds-Nickelés de Marcel Aboulker : Hélène
- 1948 : L'Aigle à deux têtes de Jean Cocteau
- 1948 : Les Casse-pieds de Jean Dréville : l'amoureuse
- 1949 : Scandale aux Champs-Élysées de Roger Blanc : Jenny
- 1949 : Bal Cupidon de Marc-Gilbert Sauvajon : Christine
- 1949 : Monseigneur de Roger Richebé : Anna
- 1951 : Un amour de parapluie de Jean Laviron (court métrage)